# Chuẩn tướng

Cấp hiệu cầu vai Brigadier general Lục quân Hoa Kỳ.

Cấp hiệu cầu vai Brigadier Lục quân Anh.

Chuẩn tướng (tiếng Anh: Brigadier) là quân hàm sĩ quan cao cấp trong quân đội của một số quốc gia. Cấp bậc này trong Hệ thống cấp bậc quân sự khối NATO được ký hiệu là OF-6, thường được xếp trên cấp Đại tá và dưới cấp Thiếu tướng.
Trong ngữ cảnh tiếng Việt, cấp bậc này được xem như là cấp bậc tướng lĩnh (general officer), được dùng để chuyển ngữ các cấp bậc quân sự tương đương với cấp bậc Brigadier general (còn được viết là Brigade general). Tuy nhiên, ở một số quốc gia có hệ thống quân hàm chịu ảnh hưởng của Khối Thịnh vượng chung Anh, cấp bậc này chỉ được xem là cấp bậc sĩ quan cao cấp (senior officer) trong Lục quân, khi chuyển ngữ cho cấp bậc Brigadier, tương tự trường hợp cấp bậc Commodore trong lực lượng Hải quân và Không quân.
Trong Quân đội Nhân dân Việt Nam không có cấp bậc Chuẩn tướng. Quân hàm Đại tá của Quân đội Nhân dân Việt Nam mang cấp hiệu 4 ngôi sao cấp tá, mặc dù không được xếp vào cấp tướng lĩnh, nhưng vẫn được xem là tương đương cấp bậc OF-6 trong Hệ thống cấp bậc quân sự khối NATO, tương tự cấp bậc Brigadier (Lục quân) và Commodore (Hải quân và Không quân) của các quốc gia chịu ảnh hưởng của Khối Thịnh vượng chung Anh.

## Lược sử hình thành
Giữa thế kỷ XVII, vua Gustav II Adolf của Thụy Điển lần đầu tiên áp dụng biên chế lữ đoàn trong quân đội của mình. Trước đó, các trung đoàn, tiểu đoàn, phân đội kỵ binh hoặc khẩu đội pháo binh đều hoạt động khá độc lập, với sĩ quan chỉ huy riêng báo cáo trực tiếp với tư lệnh chiến trường, thường là một sĩ quan cấp tướng lĩnh. Khi quân đội Thụy Điển phát triển về quy mô, các tư lệnh chiến trường trở nên không thể quản lý nổi một số lượng đông đảo các đơn vị báo cáo trực tiếp để chỉ huy hiệu quả. Để hợp lý hóa các mối quan hệ chỉ huy, cũng như thực hiện một số biện pháp kiểm soát chiến thuật, đặc biệt liên quan đến các hoạt động quân sự phối hợp (tức là các hoạt động liên quan đến sự phối hợp giữa bộ binh với kỵ binh và/hoặc lực lượng pháo binh), Gustav II đã lập ra một biên chế cấp trung gian, gọi là brigad (được cho là có nguồn gốc từ tiếng Ý brigata hoặc tiếng Celt briga). Vị chỉ huy chung của một brigad được gọi là Brigadör, thường được bổ nhiệm trong số các đại tá hoặc trung tá chỉ huy trung đoàn trong biên chế kiêm nhiệm.
Người Pháp nhanh chóng học hỏi mô hình của người Thụy Điển. Thống chế Turenne nâng cấp mô hình biên chế brigad thành một cấp biên chế thường trực brigade (lữ đoàn). Năm 1657, một cấp bậc sĩ quan mới được thành lập cho chỉ huy lữ đoàn với danh xưng Brigadier des armées du roi ("chỉ huy lữ đoàn của quân đội nhà vua"). Nó được xếp là cấp bậc trung gian giữa cấp bậc Mestre de camp (chỉ huy trung đoàn) và Maréchal de camp (chỉ huy chiến trường). Đây chính là tiền thân của cấp bậc chuẩn tướng.
Năm 1779, hệ thống cấp hiệu sĩ quan quân đội Pháp được tiêu chuẩn hóa. Cấp bậc Brigadier des armées du roi được xếp vào ngạch sĩ quan cao cấp, mang cấp hiệu với một ngôi sao duy nhất trên cầu vai, xếp sau cấp bậc Maréchal de camp với cấp hiệu 2 ngôi sao. Tuy nhiên, đến năm 1788, cấp bậc Brigadier des armées du roi bị bãi bỏ. Đến năm 1793, cấp bậc Maréchal de camp được đổi danh xưng thành Général de brigade, vẫn mang cấp hiệu 2 sao. Điều này giải thích tại sao ngày nay các tướng lĩnh Pháp có nhiều hơn một ngôi sao trên cấp hiệu so với các đồng nghiệp nước ngoài (đặc biệt là của Mỹ).

### Việt Nam
Hệ thống quân hàm hiện đại của Việt Nam được đặt ra lần đầu bởi Sắc lệnh 33-SL ngày 22 tháng 3 năm 1946, quy định có 3 bậc trong cấp tướng mà bậc khởi đầu của cấp tướng là Thiếu tướng và cao nhất là cấp Đại tướng. Có thể tạm đối chiếu tương đương với cấp bậc tướng lĩnh Pháp như sau:
| Việt Nam    | Việt Nam |               | Chức vụ chỉ huy |                          | Pháp                | Pháp     |
| ----------- | -------- | ------------- | --------------- | ------------------------ | ------------------- | -------- |
| Cấp bậc     | Cấp hiệu |               | Chức vụ chỉ huy |                          | Cấp bậc             | Cấp hiệu |
| Đại tướng   |          |               | Cấp Tập đoàn    |                          | Général d'armée     |          |
| Đại tướng   |          | Cấp Quân đoàn |                 | Général de corps d'armée |                     |          |
| Trung tướng |          |               | Cấp Sư đoàn     |                          | Général de division |          |
| Thiếu tướng |          |               | Cấp Lữ đoàn     |                          | Général de brigade  |          |

Theo đó, cấp bậc Thiếu tướng phong cho sĩ quan chỉ huy cấp Sư đoàn trưởng hoặc Liên đoàn phó, cấp Trung tướng cho Liên đoàn trưởng hoặc Tập đoàn phó, và cấp Đại tướng cho Tập đoàn trưởng. Sau đợt cải tổ hệ thống quân hàm năm 1958, cấp bậc mới Thượng tướng được đặt ra, xếp giữa cấp Đại tướng và Trung tướng. Tuy nhiên, trong lịch sử, Quân đội nhân dân Việt Nam không tồn tại cấp bậc Chuẩn tướng.
Khi chính thể Việt Nam Cộng hòa được thành lập năm 1955 ở miền Nam Việt Nam, tổ chức của Quân đội Quốc gia Việt Nam cũng được cải tổ thành Quân đội Việt Nam Cộng hòa. Tuy có sự thay đổi về cấp hiệu sơ cấp và trung cấp, nhưng cấp hiệu tướng lĩnh vẫn giữ nguyên theo hệ thống quân hàm kiểu Pháp, trong đó, cấp bậc Thiếu tướng (Général de brigade) mang 2 sao, Trung tướng (Général de division) mang 3 sao, và Đại tướng (Général de corps d'armée) mang 4 sao.
Sau khi chính thể Đệ nhất Cộng hòa sụp đổ, chính quyền Nam Việt Nam rơi vào hỗn loạn do sự tranh giành quyền lực của các tướng lĩnh. Sau cuộc chỉnh lý năm 1964, tướng Nguyễn Khánh lên nắm quyền. Nhằm tạo thêm thế lực vây cánh trong số sĩ quan cao cấp, ông đã đặt thêm cấp bậc Chuẩn tướng nhằm thăng thưởng cho nhiều sĩ quan cấp bậc Đại tá có công trong cuộc đảo chính 1963 cũng như trong Chỉnh lý 1964 và nhiều đại tá có "thâm niên quân vụ" nhưng không được xét phong thăng quân hàm dưới thời Ngô Đình Diệm. Hệ thống quân hàm Quân lực Việt Nam Cộng hòa được cải tổ lại. Cấp bậc Chuẩn tướng mới đặt ra được xếp dưới cấp Thiếu tướng, trên cấp Đại tá, mang cấp hiệu 1 sao như cấp hiệu Brigadier General trong Quân đội Hoa Kỳ. Ngoài ra, cấp bậc Thống tướng 5 sao cũng được đặt ra để thăng phong cho tướng Lê Văn Tỵ. Quy định dịch thuật danh từ quân sự cho các cấp bậc sĩ quan cấp tướng bấy giờ được đối chiếu với quân đội Hoa Kỳ như sau:
- Chuẩn tướng(1 sao/Brigadier General)
- Thiếu tướng(2 sao/Major General)
- Trung tướng(3 sao/Lieutenant General)
- Đại tướng(4 sao/General)
- Thống tướng(5 sao/General of the Army)
Trong Hải lực Việt Nam Cộng hòa, cấp bậc Phó đề đốc tương đương với cấp bậc Chuẩn tướng bên phía Lục quân Việt Nam Cộng hòa.
Sau khi chính thể Việt Nam Cộng hòa sụp đổ vào năm 1975, cấp bậc Chuẩn tướng không còn tồn tại cùng với toàn bộ hệ thống tổ chức của Quân lực Việt Nam Cộng hòa.
Chuẩn tướng hay Thiếu tướng?
Trong các tài liệu Việt Nam, danh xưng cấp bậc tướng lĩnh Pháp thường bị lẫn lộn cấp bậc Chuẩn tướng và Thiếu tướng.
Nguyên nhân là do hệ thống quân hàm hiện đại của Việt Nam được đặt ra lần đầu bởi Sắc lệnh 33-SL ngày 22 tháng 3 năm 1946 của Chủ tịch Chính phủ Việt Nam Dân chủ Cộng hoà quy định có 3 bậc trong cấp hàm của sĩ quan cấp tướng mà bậc khởi đầu của sĩ quan cấp tướng là Thiếu tướng, đến ngày 20 tháng 6 năm 1958 thì thêm cấp bậc Thượng tướng(3 sao) và cấp bậc Đại tướng lên 4 sao.
- Thiếu tướng(1 sao)
- Trung tướng(2 sao)
- Đại tướng(3 sao)
Nếu so sánh với quân hàm quân đội Pháp thì cấp bậc sẽ như sau:
- Chuẩn tướng(1 sao/Général de brigade)
- Thiếu tướng(2 sao/Général de division)
- Trung tướng(3 sao/Général de corps d'armée)
- Đại tướng(4 sao/Général d'armée)
- Thống chế Pháp(7 sao/Maréchal de France).
* Thống chế Pháp là quân hàm danh dự của Quân đội Pháp và Quân đội Nhân dân Việt Nam không có quân hàm này.
Nhưng cũng trong Sắc lệnh 33-SL ngày 22 tháng 3 năm 1946 này, lại quy định các cấp bậc của sĩ quan cấp tướng tương ứng với chức vụ đảm nhiệm như sau:
- Thiếu tướng(1 sao): Sư đoàn trưởng hoặc Liên đoàn phó, chức vụ tương đương với cấp bậc Thiếu tướng Pháp 2 sao(Général de division).
- Trung tướng(2 sao): Liên đoàn trưởng hoặc Tập đoàn phó, chức vụ tương đương với cấp bậc Trung tướng Pháp 3 sao(Général de corps d'armée).
- Đại tướng(3 sao): Tập đoàn trưởng, chức vụ tương đương với cấp bậc Đại tướng Pháp 4 sao  "Général d'armée".

Năm 1950, Đại tướng Pháp Jean de Lattre de Tassigny được bổ nhiệm làm Cao ủy kiêm Tổng tư lệnh Quân đội Pháp tại Đông Dương. Theo quy định tạm thời về dịch thuật danh từ quân sự của Bộ Quốc phòng Quốc gia Việt Nam (Chính phủ Bảo Đại), các tài liệu Việt ngữ bấy giờ ghi cấp bậc của ông là "Đại tướng 5 sao" (Général d'Armée) để phân biệt với cấp Đại tướng (4 sao, Général de Corps d'Armée). Đến năm 1955, một quy định mới quy định rằng cấp bậc "Đại tướng 5 sao" sẽ được gọi bằng danh xưng "Thống tướng".
Cho đến tận năm 1961, trong tài liệu về Quân đội Việt Nam Cộng hòa, phần giới thiệu về tướng Lê Văn Tỵ có ghi cấp bậc của ông là "Đại tướng" và chú giải tiếng Anh là "Lt-Gen", tức "Lieutenant General" (nghĩa là chỉ tương đương Trung tướng sau này). Đến tận năm 1963, một báo cáo của CIA vẫn ghi cấp bậc của Trung tướng Dương Văn Minh là "Major General" và của Thiếu tướng Tôn Thất Đính là "Brigadier General".
Mãi đến năm 1964, sau khi nắm quyền lực tối cao bằng cuộc "chỉnh lý", tướng Nguyễn Khánh đã đặt thêm cấp bậc Chuẩn tướng và Thống tướng và quy định dịch thuật danh từ quân sự cho các cấp bậc tướng đối chiếu với quân đội Hoa Kỳ như sau:
- Chuẩn tướng(1 sao/Brigadier General)
- Thiếu tướng(2 sao/Major General)
- Trung tướng(3 sao/Lieutenant General)
- Đại tướng(4 sao/General)
- Thống tướng(5 sao/General of the Army)
Chính do sự thay đổi 2 lần này mà các tài liệu Việt Nam trước năm 1965 thường dịch cấp bậc "Général de brigade" thành Thiếu tướng. Sau năm 1965, cấp bậc này mới được dịch là Chuẩn tướng trong một số tài liệu ở miền Nam Việt Nam, tuy nhiên do sự sao chép nhiều lần các tài liệu cũ mà dẫn đến sự nhầm lẫn trên.

## Cấp bậc tương đương ở các quốc gia khác
Cấp bậc Chuẩn tướng là một cấp bậc khá "mập mờ" khi đối chiếu so sánh giữa các hệ thống quân hàm quốc gia. Nó có thể được xếp vào hàng tướng lĩnh ở quốc gia này, nhưng bị loại ra ở quốc gia khác, thậm chí không tồn tại ở một số quốc gia. Về đại thể, đây là một cấp bậc do các sĩ quan cao cấp giữ chức vụ chỉ huy cấp lữ đoàn.

### Không được xếp vào cấp tướng lĩnh
Cấp bậc brigadier-general, hay thường được gọi tắt là brigadier, xuất hiện lần đầu tiên tại Anh dưới thời vua James II. Nó được chính thức hóa vào năm 1705, được xếp ngay dưới cấp bậc Thiếu tướng và trên cấp Đại tá. Tuy nhiên, việc bổ nhiệm vào cấp bậc này luôn được coi là tạm thời và không liên tục. Từ đó hình thành sự mơ hồ xác định cấp bậc này là một cấp bậc cao cấp hay trung cấp trong hệ thống quân hàm theo truyền thống Anh.

### Hệ thống quân hàm Khối Thịnh vượng chung Anh
Trong Lục quân Anh, cấp bậc tương đương Chuẩn tướng là Brigadier. Tuy quân hàm này không nằm trong cấp tướng, nhưng trong hệ thống đối chiếu cấp bậc quân sự tiêu chuẩn của NATO, quân hàm này vẫn được xem ngang hàng với Brigadier General của Quân đội Mỹ và cấp tương đương của các quân đội khác. Trong Không quân Anh, cấp bậc tương đương là Air Commodore (Chuẩn tướng Không quân). Trong Hải quân Anh, cấp bậc tương đương là Commodore (Phó đề đốc).
Hàm tương đương trong Hải quân Mỹ và Anh là Commodore, trong Hải quân Pháp là Contre-amiral (Chuẩn Đô đốc, có 2 sao). Trong Hải quân Nga không có cấp bậc tương đương.

## Một số hình ảnh cấp hiệu quân hàm

Quân hàm Chuẩn tướng Lục quân Hoa Kỳ
Quân hàm Chuẩn tướng Lục quân Hoàng gia Campuchia